# Кунеза
Кунеза (ісп. Conesa) — муніципалітет і село в Іспанії, у складі Конка-де-Барбера у провінції Таррагона в Каталонії.